# Jean Choux
Jean Robert Choux (* 6. März 1887 in Genf; † 2. März 1946 in Paris) war ein Schweizer Filmregisseur und Drehbuchautor.

## Leben
Der Welschschweizer hatte Jura studiert und anschliessend in seiner Heimatstadt Genf als Filmtheoretiker und -kritiker (bei der Fachpublikation La revue suisse de cinéma) gearbeitet. Dort outete sich Choux als Anhänger der jungen französischen Filmavantgarde. «In seinen Kolumnen (1921–25) verteidigt er mit Leidenschaft die Werke von Germaine Dulac, Delluc, Gance, Feyder, Epstein und eben L’Herbier.» Im Juni 1924 wagte er sich (nach eigenem Drehbuch) an seine erste Filmregie, La vocation d’André Carrel, mit der er zugleich dem nachmals bekanntesten Genfer Schauspieler Michel Simon, der später im französischen Kino eine grosse Karriere ansteuern sollte, die erste (noch winzige) Filmrolle ermöglichte. Angesichts der ökonomisch ausserordentlich schwierigen Situation für Schweizer Filmregisseure im eigenen Land ging Choux bereits 1925 nach Paris und setzte dort seine Arbeit hinter der Kamera fort. 
Sein Œuvre zeichnet sich durch grosse Ernsthaftigkeit und gepflegte Gesetztheit aus. Viele seiner Werke gelten als streng und kühl, sie umgibt ein Flair der Tristesse und Dramatik. Sein Tonfilm-Debüt gab Choux als Co-Regisseur der französischen Version von Robert Lands Inszenierung Wiener Liebschaften. Nachdem er für die Dreharbeiten zu Blanc comme neige im März 1931 in die alte Heimat zurückgekehrt war, gelang ihm noch im selben Jahr mit Jean de la lune, der Geschichte einer «amour fou», sein wohl bekanntester und wichtigster Film. Erneut verpflichtete Choux Michel Simon, diesmal aber für eine der Hauptrollen. 
Choux galt als Gebrauchsregisseur mit einem starken Hang zu schicksalsschwangeren und sentimentalen Stoffen, in denen die Ingredienzen Liebe und Leid, Mütter und Kinder häufig und gern eingesetzt wurden. Bei diesen getragen-feierlichen Stoffen verstand es Choux jedoch, durch seine einfühlsame Regie und die formal unaufdringliche Gestaltung die angestrebte Ernsthaftigkeit nicht in Kitsch abgleiten zu lassen. Zu Beginn des Zweiten Weltkriegs wich der Wahlfranzose in italienische Ateliers aus, kehrte aber bald nach Frankreich zurück. Dort zeigte er sich politisch recht wankelmütig: Mit seinem Film Port d’attache gab er sich noch 1942 «als Wortführer für Pétain her», zwei Jahre darauf (1944) schrieb Choux eine Jubelarie für den Befreier von Paris, General Charles de Gaulle.
Choux’ letztes Werk, Ich fand einen Engel, zugleich sein einziger Nachkriegsfilm, erzählt (erneut in höchst melodramatischer Form) von einem schweren, emotionsgeladenen Schicksal; diesmal mit der Kriegsgefangenenheimkehrer-Problematik als Hintergrund. Während der Vorbereitungsphase zu einem Film über den Pädagogen und Sozialreformer Johann Heinrich Pestalozzi verstarb Jean Choux. Zwei Jahre nach seinem plötzlichen Tod entstand nach Choux’ Drehbuch in Frankreich der Film L’inconnue no. 13.

## Filme (komplett)
- 1925: La vocation d’André Carrel, dt. Die Macht der Arbeit (auch Drehbuch)
- 1926: La terre qui meurt
- 1927: Verheimlichte Sünden oder Küsse, die töten... (Le baiser qui tue)
- 1928: Espionnage ou la guerre sans armes
- 1929: Chacun porte sa croix
- 1929: La servante
- 1930: Amours viennoises (Co-Regie)
- 1931: Blanc comme neige
- 1931: Un chien qui rapporte
- 1931: Jean de la lune
- 1932: Chez les buveurs de sang (Dokumentarfilm, nur Drehbuch)
- 1932: Le marriage de Mlle. Beulemans
- 1933: L’ange gardien
- 1934: La banque Némo (nur künstlerische Oberleitung)
- 1934: Le greluchon délicat (Co-Regie)
- 1934: Mutterschaft (Maternité)
- 1936: Paris (auch Co-Drehbuch)
- 1937: Une femme sans importance
- 1937: Miarka, la fille à l’ourse (auch Drehbuch)
- 1937: La glu
- 1938: Paix sur le Rhin
- 1939: Le café du port (auch Drehbuch)
- 1939: Die Nacht der Vergeltung (Angelica / Rose de sang)
- 1940: La nascità di Salomé
- 1942: Frau am Kreuzweg (La femme perdue)
- 1942: Port d’attache
- 1943: La boîte aux rêves (Co-Regie)
- 1945: Ich fand einen Engel (L’ange qu’on m’a donné) (auch Co-Drehbuch)